# Triumvirat Mino
Le triumvirat Mino (西美濃三人衆, Nishi-Mino sanninshū, lit. « Ordre Mino occidental des trois ») est dirigé par trois généraux samouraïs au service du clan Saitō au cours de l'époque Sengoku de l'histoire du Japon :
- Ujiie Naotomo aussi connu sous le nom d'Ujiie Bokuzen ;
- Andō Morinari aussi connu sous le nom d'Andō Michitari ;
- Inaba Yoshimichi aussi connu sous le nom d'Inaba Ittetsu.

Ils servent sous les ordres de Saitō Dōsan, Saitō Yoshitatsu, Saitō Tatsuoki et plus tard Oda Nobunaga.